# 社會網絡分析與探勘
社會網絡分析與探勘（英語：Social network analysis and mining）是指藉由利用資料探勘技術並以此進行社會網路分析，常見於資訊技術相關的研究領域，常見的議題包括：社群偵測、議題偵測、意見領袖分析、情感分析、仇恨團體分析、網路霸凌分析、複雜網絡分析、網路演化等。

## 相關學者
- 史丹利·瓦瑟曼（Stanley Wasserman）：社會網絡分析領域的代表性學者，其著作《Social Network Analysis: Methods and Applications》被大量引用，為該領域的基礎讀物。
- 林頓·傅里曼（Linton C. Freeman）：社會網絡分析中中心性理論（centrality）的提出者之一，對社會結構的測量方法具有深遠影響。
- 大衛·克羅威爾（David Knoke）：主要研究組織網絡與政治網絡，著有多本與社會網絡分析相關的教材。

## 相關研討會與期刊

### 期刊
- Social Networks （页面存档备份，存于）
- Social Network Analysis and Mining （页面存档备份，存于）

### 研討會
- MISNC (Multidisciplinary International Social Networks Conference) Conference （页面存档备份，存于）
- 2020 ASONAM International Conference （页面存档备份，存于）
- Sunbelt International Conference （页面存档备份，存于）

## 外部連結
- 台灣社會網絡學會 （页面存档备份，存于）